# 宮崎町 (岡崎市)
宮崎町（みやざきちょう）は愛知県岡崎市額田地区の地名。丁番を持たない単独町名であり、8つの小字が設置されている。

## 地理
宮崎町は岡崎市の南東、額田地区の東部に位置する。町内には男川等の河川が流れている。住宅地、水田は川沿いに集中しており、その他の地域は基本的に森林である。

### 字
- 字荒井沢西（あらいざわにし）
- 字奥庄野（おくしょうの）
- 字亀穴（かめあな）
- 字清水沢西（しみずざわにし）
- 字庄野（しょうの）
- 字杣坂通（そまざかどおり）
- 字堂庭（どうにわ）
- 字東ノ切（ひがしのきり）

## 世帯数と人口
2019年（令和元年）5月1日現在の世帯数と人口は以下の通りである。
| 町丁   | 世帯数 | 人口  |
| ------ | ------ | ----- |
| 宮崎町 | 67世帯 | 142人 |

### 人口の変遷
国勢調査による人口の推移
| 2010年（平成22年） | 162人 | [ 6 ] |  |
| 2015年（平成27年） | 139人 | [ 7 ] |  |

## 小・中学校の学区
市立小・中学校に通う場合、学区は以下の通りとなる。
| 番・番地等 | 小学校             | 中学校             |
| ---------- | ------------------ | ------------------ |
| 全域       | 岡崎市立宮崎小学校 | 岡崎市立額田中学校 |

## 歴史
元々この地は亀穴という名で、江戸時代は岡崎藩領、天領及び林瑞寺除地であった。現在の地名は1889年10月1日に亀穴村初め5村が合併された際に出来た宮崎村の名残である。1956年9月30日に額田町となってから大字宮崎と表記されるようになった。

### 沿革
- 2006年（平成18年）1月1日 - 岡崎市へ編入し、同市宮崎町となる[1]。

### 史跡
- 滝山城
- 銅鐸出土地

## 施設
- 宮崎郵便局
- 額田宮崎診療所
- 岡崎警察署宮崎駐在所
- 岡崎市農村環境改善センター
- 宮崎学区市民ホーム
- 林瑞寺
- 聞桂寺
- 日吉神社
- あいち三河農業協同組合宮崎支店[9]

## 交通
道路
- 愛知県道37号岡崎作手清岳線
  - 宮崎街道
- 愛知県道334号千万町豊川線
  - 千万町坂

バス
- 名鉄バス
  - くらがり線

乗合タクシー
- 岡崎市乗合タクシー
  - 宮崎地区線（のってこバス）

## その他

### 日本郵便
- 郵便番号 : 444-3611[4]（集配局：額田郵便局[10]）。

## 参考資料
- 「角川日本地名大辞典」編纂委員会 編『角川日本地名大辞典 23 愛知県』角川書店、1989年3月8日。ISBN 4-04-001230-5。
- 有限会社平凡社地方資料センター 編『日本歴史地名体系第23巻 愛知県の地名』平凡社、1981年。ISBN 4-582-49023-9。
- 『額田町史』 額田町史編集委員会、1986年11月1日。